# Thaelman Urgelles
Thaelman Urgelles (Barquisimeto, Venezuela, 1948) es un director de cine venezolano. Su obra ha sido reconocida por su enfoque crítico y su mirada sobre la sociedad venezolana.

## Carrera
Urgelles estudió psicología, letras y comunicación social desde 1965, luego ejerciendo periodismo deportivo y de actualidad política. A partir de 1973 participó en una experiencia teatral que lo condujo al cine, primero en pequeñas realizaciones en Súper 8 y en 16 milímetros, documentales educativos y políticos y un corto de ficción.
En 1977 codirigió (Alias) El Rey del Joropo con Carlos Rebolledo su primer largometraje de ficción basado en Los cuentos de Alfredo Alvarado, de Edmundo Aray, que giran en torno al famoso bailarín y delincuente venezolano Alfredo Alvarado. Después ha producido y dirigido La venganza o qué bellas son las flores en 1978, una sátira sobre las desigualdades de la sociedad venezolana.
Luego, Urgelles trabajó en la Biblioteca Nacional de Venezuela, donde fundó el Archivo Audiovisual. Allí, participó en la restauración el espectáculo fílmico Imagen de Caracas, así como de la filmografía del pionero del cine venezolano, Amábilis Cordero, junto con el National Film Board of Canada.
E 1982 dirige y escribe La boda, una película que aborda la interacción de diferentes estratos sociales en una boda, mostrando la violencia y la represión política del país. Con esta película ganó una Mención Especial del Jurado Ecuménico en el Festival de Cine de Locarno.
Posteriormente dirigió El atentado en 1984 y La generación Halley en 1986, más adelante produjo Casa tomada en 1985 y Pacto de sangre en 1988, ambas dirigidas por Malena Roncayolo.
Entre 1987 y 1990 produjo una serie de documentales y dirigió dos miniseries, ambas para la televisión. Desde 1976 participó en el proceso de institucionalización del cine venezolano, desempeñándose como presidente de la Asociación Nacional de Autores Cinematográficos (ANAC), entre otras responsabilidades en el gremio.
En el 2000 lleva al cine la obra teatral Los pájaros se van con la muerte, de Edilio Peña, escrita en 1975.

## Filmografía

### Dirección
- 1978: (Alias) El Rey del Joropo
- 1978: La venganza o que bellas son las flores
- 1982: La boda
- 1984: El atentado
- 1986: La generación Halley
- 1993: Los platos del diablo
- 2011: Los pájaros se van con la muerte
- 2022: Oro de sangre

### Producción
- 1985: Casa tomada
- 1988: Pacto de sangre
- 2002: Acosada en lunes de carnaval
- 2004: Sin Amparo
- 2004: Radiografía de una mentira
- 2011: De navíos de ron y chocolate
- 2019: Voy por ti
- 2020: Especial
- 2022: Amor en el aire
- 2022: One Way
- 2022: Un cupido sin puntería
- 2024: Julia tiene sugar
- 2024: Tres días para reconquistarla